# Прелат
Прела́т (от лат. praelātus, букв. — поставленный впереди) — исторический термин, применявшийся к кардиналам, архиепископам, епископам, генералам и провинциалам монашеских орденов, аббатам и другим лицам, занимающим высокие должности в структурах Римско-католической церкви и  в настоящее время — почётный титул (Почётный прелат Его Святейшества), а также должность лиц, возглавляющих персональные прелатуры и территориальные прелатуры.

## История
В Средние века к прелатам относились в том числе настоятели кафедральных и коллегиальных церквей и некоторые другие каноники. В Риме существовал титул палатинских прелатов, служивших в Папском дворце. Первым документом, определяющим статус прелатов Римской Курии, была конституция папы римского Александра VII Inter caeteras от 13 июня 1659 года. Впрочем, позднее на высокие должности в администрацию Церковного государства стали назначаться и светские лица, получавшие при этом титул прелата. Папа римский Пий IX в 1847 году прекратил эту практику, сохранив титул прелата только для клириков, занимавших высокие посты в Римской Курии. 
Папа римский Пий XI в конституции Ad incrementum от 15 августа 1934 года учредил 2 категории прелатов:
- Первую составляли члены одной из коллегий прелатов.
- Вторую — лица, не входившие в состав ни одной из коллегий прелатов, так называемые praelati domestici (особенно заслуженные священники из различных регионов).

Существовало 6 коллегий прелатов:
- В первую входили архиепископы и епископы;
- Во вторую — так называемые прелаты Фьоккетто, к которым относились 4 должностных лица:
  - Вице-камерленго,
  - Генеральный аудитор Апостольской Палаты,
  - Генеральный казначей Апостольской Палаты,
  - Мажордом Его Святейшества.
- Третью коллегию составляли апостольские протонотарии;
- Четвёртую — аудиторы суда Рота Романа;
- Пятую — клирики Апостольской Палаты;
- Шестую — референдарии и консультанты (с правом голоса) Апостольской Сигнатуры.